# Man Pakadi
Man Pakadi – gaun wikas samiti w zachodniej części Nepalu w strefie Lumbini w dystrykcie Rupandehi. Według nepalskiego spisu powszechnego z 2001 roku liczył on 888 gospodarstw domowych i 5779 mieszkańców (2865 kobiet i 2914 mężczyzn).